# Німецька Південно-Західна Африка
Німе́цька Півде́нно-За́хідна А́фрика (нім. Deutsch-Südwestafrika) — колонія Німеччини в Африці з 1885 по 1915, хоча Німеччина офіційно не визнавала втрату цієї території до Версальського договору 1919.  (сучасна Намібія).
Цей терен Африки розпочали колонізувати європейці порівняно пізно — лише в 1878 Велика Британія приєднала Волфіш-Бей до Капської колонії. У 1883 німець Адольф Людериц викупив узбережжя в одного з місцевих вождів. Після переговорів все узбережжя, виключаючи Волфіш-Бей, відійшло до Німеччини, а в 1884 Велика Британія визнала всю територію до 20-го меридіана пд.ш. сферою німецького впливу. Так була сформована колонія Німецька Південно-Західна Африка. У 1890 Німеччина отримала вузьку смужку землі на північному сході (т. зв. «смуга Капріві»).
Німецький Південно-Західна Африка мала тільки одну німецьку колонію, яка привернула значну кількість німецьких переселенців. Німці мігрували сюди головним чином з економічних причин, у пошуках діамантів і міді, обробляти землю. У 1902 серед 200 тисяч. мешканців було 2595 німців, 1354 африканерів і 452 британців. На 1914 було дев'ять тисяч німецьких поселенців.
У 1903 під керівництвом Самуеля Махареро гереро підняли повстання, убивши більше сотні німецьких поселенців. Німеччина направила до Південно-Західну Африку 14 000 солдатів на чолі з генералом Лотаром фон Трота, який оголосив, що всі гереро повинні бути вигнані з країни. У битві біля Ватербергу гереро зазнали тяжкої поразки. Ті, що вижили спробували дістатися через пустелю Калахарі в британське володіння Бечуаналенд: Велика Британія обіцяла дати гереро притулок, якщо вони не будуть продовжувати повстання. Багато хто загинув, не витримавши цього переходу.
За даними 1905 , коли німці провели перший перепис населення, в Південно-Західній Африці залишалося близько 25 000 гереро, в основному жінки і діти. Вони були поміщені в концентраційні табори, подібні тим, що англійці влаштовували в часи війни проти бурів. Безліч гереро загинуло через жахливі умови і рабську працю. На час закриття таборів у 1908, за різними оцінками, було знищено від 50 до 80 % всіх гереро.
Незабаром після придушення повстання гереро проти німців виступили нама. Їх лідерами були Хендрік Вітбоой і Якоб Моренга. Бойові дії тривали до березня 1907, коли було підписано мирну угоду (хоча Моренга вів партизанську війну і пізніше). Оцінки чисельності нама, загиблих під час повстання, сильно коливаються: ймовірно близько 40 000.
Коли почалася Перша світова війна, на територію Німецької Південно-Західної Африки вступили війська Південно-Африканського Союзу, який був тоді британським домініоном. Їх перевага була значною і німецької частини самооборони могли лише спробувати затримати захоплення всього терену країни. Німецькі війська капітулювали 9 липня 1915. Полонені німецькі переселенці були поміщені в концентраційні табори поблизу Преторії і Пітермаріцбурзі. Південноафриканська армія незрівнянно перевищувала німецькі сили самооборони, тому останні не надавали особливого опору. 9 липня 1915 Віктор Франке, командир останнього німецького загону самооборони, капітулював поблизу Хораба.
За Версальським мирним договором 1919 року вся територія Німецької Південно-Західної Африки перейшла під управління Південно-Африканського Союзу за мандатом Ліги Націй. Але Південна Африка після закінчення дії мандата до 1994 зберігала за собою територію Південно-Західної Африки як колонію.
У сучасній Намібії є ще залишки німецької колонізації: географічні назви, будівлі й підприємства. До 1990 року німецька мова була офіційною мовою Намібії, сьогодні має статус мови національної меншини — її використовує його близько 30 тисяч. мешканців. Наразі тут близько 20 тисяч нащадків німецьких поселенців.

## Губернатори
- Теодор Лейтвайн (1894–1905)
- Фрідріх Ліндеквіст (1905–1907)
- Бруно Шукманн (1907–1910)
- Теодор Зайтц (1910–1919)